# Dér Tamás (filmproducer)
Dér Tamás (Budapest, 1971. február 28.–) magyar reklámszakember, filmproducer.

## Életpályája
1991-ben megalapítja a Magyarország második cgi cégét (Synthetic Design), ahol reklámfilmeket gyártanak. Ezt követően a D.M. Eliot Advertising reklámügynökséget vezeti 1998-ig olyan ügyfelekkel, mint: Absolut Vodka, Air France (média), Baskin Robins, Bonbon Hemingway, Captain Morgan,Chivas Regal, Coca-Cola (piackutatás), Dunkin Donuts, Első Pesti Telefontársaság, Ereco, Fővárosi Millecentenáriumi Fesztivál, Glaxo, Henkel Ragasztástechnika, Herz szalámi, Juné- konyha-technológia, KÁPÉ- üzleti hetilap, KFC, Kisködmön Alapítvány, Business Air Hungary, NeroM5 (Fiat, Alfa Romeo), Nature Blue Body Shop, Nusi-Nasi sütemények, Pizza Hut, Rétesgyár, Seagate, Szupertipp- csoportos lottózás, Videoton, Wizards. 
Televíziós műsorok producere, a Rock City (később Show City) könnyűzenei show-műsor több, mint 200 adást élt meg. 
Ezután filmek fejlesztésében vett részt, majd a Duna Televízió kreatív vezetője lett, ahol a Duna Tv új arculatának létrehozásáért DTV Nívó Díjat kapott. 2008-ban alapítója a Magyar Forgatókönyvírók Egyesületének. Legnagyobb sikere mint filmproducer a Made in Hungária.
Startup cége a Breezy, melyet a világon látható közlekedési tendenciára válaszul alapított Budapesten. A szolgáltatás a mikro-mobilitás közösségi megosztására alapul, elektromos rollereket lehet app segítségével a városban szinte bárhol bérelni és befejezni a bérlést (dokkolásmentes szolgáltatás).
A Budapest Olimpiai Mozgalom kuratóriumi tagja volt 2011-ben.
Egy fia és egy lánya van.

### Televíziós műsorok
- Rock City (Top Tv, TV3)
- Music Time (Top Tv, TV3)

### Filmjei
- S.O.S. szerelem!- associate producer
- 9 és ½ randi executive producer
- Made in Hungária executive producer
- Szinglik éjszakája producer
- A Munkácsy életút, dokumentumfilm- producer
- Argo 2.- executive producer
- Eltörölni Frankot- producer

### Díjai
- Duna Tv Nívó Díj (2006)

### Könyv
Lélektánc- verseskötet